# 科西嘉议会
科西嘉议会是法国单一领土集体科西嘉的立法机关，成立于1982年3月2日，设于阿雅克肖。议会实行一院制。议会有63名议员，由直接选举产生。每届议会任期4年。现任议会主席是Marie-Antoinette Maupertuis。